# Altskandinavischer Kalender
Die altskandinavischen Kalender sind diejenigen Kalender, die in der Wikingerzeit (800–1050 n. Chr.) bis zur Einführung des gregorianischen Kalenders in Gebrauch waren.
In Skandinavien waren vor Einführung des Christentums mehrere Kalender nebeneinander in Gebrauch: der Lunisolarkalender, das solare Wochenjahr mit Quartalseinteilung, das solare Wochenjahr mit verschobener Quartalseinteilung und der julianische Kalender. Zum Lunisolarkalender und den Wochenkalendern mit den verschiedenen Quartalseinteilungen gab es noch örtliche Varianten.

## Das Mondjahr
Für die Kalender vor Einführung des Christentums gibt es so gut wie keine zeitgenössischen Quellen. Aber es gibt für die Zeit danach Datumsbezeichnungen, die auf ein hohes Alter hindeuten und Rückschlüsse auf die vorchristlichen Kalender zulassen. Diese Datumsbezeichnungen belegen, dass das Jahr in Mondmonate eingeteilt wurde. Am verbreitetsten war der „Jul-Mond“, an zweiter Stelle steht der „Dis-Mond“ oder „Distings-Mond“. Er war nur in Mittelschweden verbreitet. Der Distings-Mond wird oft im schwedischen Upplandslag erwähnt, aber weder Snorri noch Adam von Bremen erwähnen ihn.
Der Julmond war später der Monat, in dem der Mond am Dreikönigs-Tag schien. In Norwegen hieß es: „Julemaanen“ war der Mond, der den Dreikönigstag überdauerte. Andernfalls war der Julmond der folgende Mond. Der Monat nach dem Julmond hieß „Torre“, und ihm folgte der Mondmonat „Gjø“ („gói“ in Island). In den Quellen aus Dalarna ist „Torre“ oft durch Distingsmond ersetzt. Ole Worm berichtet von einem dänischen „julemaen“, der der Mond ist, der am julianischen Neujahr leuchtet. Der älteste Beleg für den nordischen Jul-Mond findet sich in Island. In einer Abschrift des isländischen komputistischen Werkes Rím II, das selbst in der zweiten Hälfte des 13. Jh. entstanden ist, heißt es:

„Þat skal iola tungl telia, þem þrettanda dag er a himne, hvort sem þat er ungt eda gamallt …“

„Der Mond, der am Drei-Königstag am Himmel steht, soll als Jul-Mond angesehen werden, ob er jung oder alt ist“

Es ist möglich, dass sich diese Definition über Skandinavien ausgebreitet hat. Es ist aber auch möglich, dass eine vorchristliche Berechnung in den christlichen Kalender integriert worden ist.
Auch der Dis-Monat war an diesen Dreikönigstag geknüpft. Der älteste Beleg für den Zusammenhang zwischen Disting und Dreikönigs-Tag findet sich bei Olaus Magnus Historia om de nordiska folken (1555; 2001 S. 183) IV. Kap. 6.: Disting wird in Erinnerung an die Königin Disa gehalten und findet an dem Vollmond statt, der dem ersten Neumond nach Drei Könige (Mitternacht) folgt. Im Mittelalter nahm man die Königswahl in Gamla Uppsala im Zusammenhang mit dem Disting vor. Der Dreikönigstag war ein kirchliches Hochfest, aber die Berechnung des Distings hat vorchristliche Vorläufer und überstand die Christianisierung durch Anpassung an den christlichen Kalender. Erich Lassota von Steblau präzisiert das 1591–1593. Dort werden zwei Markttage genannt: Der erste ist die Eriksmesse. Der zweite

„hest der Distings Marckt, durumb das Er von der Khunigin Disa eingesetzt worden, gefellet allzeit auf den Vollmond des Ersten Neuen Lichts, nach der heylich drey Könige Tagk. Und so das Neue licht auff denselben tag der Heiligen drey Kunig fur Mittag einträt, wird er nicht auf der ersten, Sondern des nechst kommendeu [sic!] Neuen lichts Vollmon gehalten. Wen aber das Neue licht desselben tags nach Mittag eintritt, wird er auff den ersten Vollmon gehalten“

Der Bezug auf Königin Disa ist eine damals übliche volksetymologische Erklärung. Lassota hat offenbar Mitternacht bei Olaus Magnus missverstanden.
Disting-Mond und Julmond gehörten in Schweden von Anfang an zusammen, wobei die Quellen für den Disting-Mond in Schweden älter sind, als alle Quellen zum Julmond und Dreikönigstag. Als Grund für die Anknüpfung an den Drei-Königs-Tag wird angenommen, dass im Mittelalter die Weihnachtszeit und der damit verbundene Weihnachtsfrieden an diesem Tag endete. Außerdem wurde die Fastenzeit und Ostern nach den Mondphasen nach dem Drei-Königs-Tag berechnet.
Im Mittelalter hatte sich der astronomische Neumond gegenüber der Berechnung nach der Goldenen Zahl um einige Tage verschoben. Der isländische Jul-Mond wurde nun so in den kirchlichen Kalender integriert, dass er den alten Monatsnamen beibehielt, aber nun nach der Berechnung nach der Goldenen Zahl und nicht länger mit den alten Mondphasen der Monate zusammenfiel. In Schweden und Norwegen dagegen ging man weiterhin von den astronomischen Mondphasen aus.
Die christliche Weihnachtszeit liegt immer zwischen dem 15. Dezember und dem 6. Januar. Doch wenn am Dreikönigstag Neumond war, so lag der Julmond zwischen dem 6. Januar und dem 4. Februar. Diese große Abweichung lässt sich mit dem kirchlichen Kalender nicht vereinbaren. Daher wird angenommen, dass die Festlegung des Disting- und des Julmondes aus vorchristlicher Zeit erhalten geblieben ist.

### Die Mondmonatsrechnung und das gebundene Mondjahr (bundna månår)
Es spricht viel dafür, dass die Wochenrechnung auf eine Zeit lange vor der christlichen Zeit zurückgeht und viele Reste in Bezug auf das Arbeitsjahr erhalten geblieben sind. Nach der Einführung des julianischen Kalenders wurde die Wochenrechnung parallel weitergeführt. So gab es nebeneinander Zeitrechnungen, die auf dem Mondzyklus und auf dem Sonnenzyklus basierten.
Im vorchristlichen Skandinavien gab es eine Zeitrechnung, die, wie auch sonst auf der Welt, auf den Mondphasen beruhte. Erstaunlich ist aber, dass aus dieser Zeit in Skandinavien kein Mondkalender überliefert ist. Daher muss man sich mit fragmentarischen älteren Angaben zusammen mit späteren Relikten und vergleichenden Untersuchungen begnügen. Zunächst gibt es zwei Varianten des Monats: den siderischen Monat und den synodischen Monat. Der siderische Monat ist 27 Tage und 8 Stunden, der synodische Monat 29 Tage und 12 Stunden lang. Das ist die Zeit zwischen zwei gleichen Mondphasen. Der siderische Monat kam in der volkstümlichen Zeitrechnung kaum vor. Man orientierte sich im vorkirchlichen Skandinavien nach allem, was bekannt ist, am synodischen Monat, der mal mit 29, mal mit 30 Tagen angenommen wurde. Da der synodische Mondmonat (von ihm ist im Weiteren nur noch die Rede) ungefähr 29 ½ Tage lang ist, erstrecken sich 12 Mondmonate über 354 Tage und sind damit 11 Tage kürzer als das Sonnenjahr. In Gegenden mit deutlichen jahreszeitlichen Unterschieden störte diese Verschiebung des Mondjahres gegenüber dem Sonnenjahr, und man musste das Mondjahr durch eine Korrektur an das Sonnenjahr anbinden. Das geschah üblicherweise, indem man in ungefähr jedem dritten Jahr einen Schaltmonat als 13. Monat einfügte. Damit stimmten die Mondmonate mit dem Sonnenjahr ungefähr überein, verhinderte jedoch nicht, dass der Beginn eines Mondmonats in verschiedenen Jahren bis zu 30 Tagen variieren konnte. Dieses Kalendersystem, in dem das Mondjahr an das Sonnenjahr gebunden wurde, nennt man „bundna månår“ (gebundenes Mondjahr).
Es gibt Anzeichen dafür, dass man sich vor Einführung des julianischen Kalenders in Skandinavien nach dem „gebundenen Mondjahr“ richtete. Es bleibt aber die Frage, ob der Beginn des Mondmonats an den Neumond gekoppelt war oder an das erste Aufscheinen der Mondsichel einige Tage später.
Volkstümlich wurde wahrscheinlich das erste Sichtbarwerden der Mondsichel angenommen, aber für offizielle Ereignisse, wie die Thingversammlungen, verwendete man den astronomischen Neumond.

### Das gebundene Mondjahr im angelsächsischen England und dessen skandinavische Parallelen
Beda Venerabilis behandelt in De Temporum Ratione vor allem die kirchliche Komputistik, berührte aber auch andere kalendarische Fragen, insbesondere die Zeitrechnung der eingewanderten Germanenstämme. Er bezeichnet die Kalender ausdrücklich als die der Angeln, was wohl die Sachsen und Jütländer umfasste. Er betont ausdrücklich, dass diese Zeitrechnung bis zur Christianisierung und der Einführung des julianischen Kalenders bei ihnen in Gebrauch war, also vor dem 5. oder 6. Jahrhundert. Der von ihm überlieferte Kalender ist ein klares Beispiel für ein gebundenes Mondjahr. Die Monate werden nach dem Lauf des Mondes berechnet, aber im Sonnenjahr verankert, indem die vier Quartale sich nach dem Sonnenstand und den Äquinoktien richten.
George Hickes veröffentlichte 1703 in De antiquae litteraturae septentrionalis utilitate sive de linguarum veterum septentrionalium usu Dissertatio epistolaris Darin überliefert er die Monatsnamen aus dem englischen Manuskript Biblia Cattoniensis von 1031:
| De Temp. Rat. | Bibl. Cattoniensis | Antiqu. Lit. Sept                                     |
| ------------- | ------------------ | ----------------------------------------------------- |
| giuli         | —                  | æftera geola                                          |
| solmonath     | solmonath          | solmonath                                             |
| hesmonath     | hlytha             | hlyda, hlydmonath                                     |
| eosturmonath  | aprelis monath     | eosturmonath                                          |
| thrimilchi    | maius              | maiusmonath                                           |
| lida          | ærra litha         | ærra litha, seremonath, mithsumormonath, juniusmonath |
| lida          | julius monath      | æftera litha, mæth-monath, juliusmonath               |
| weodmonath    | weodmonath         | weodmonath, augustusmonath                            |
| halegmonath   | haligmonath        | haligmonath, harvetsmonath                            |
| winterfilleth | winterfylleth      | se teothamonath, haligmonath                          |
| blodmonad     | blotmonath         | blotmonath                                            |
| giuli         | ærra jula          | ærre geola                                            |

Beda verweist bei seinen Erläuterungen wiederholt auf vorchristliche Verhältnisse. Seine Erläuterungen werden inzwischen bezweifelt, und man hat gemeint, das seien seine eigenen Überlegungen, um die alten dunklen Monatsnamen zu erklären. Aber es gibt doch Hinweise, Bedas Informationen zumindest teilweise neu zu bewerten. Natürlich verfügte er über Quellen, die heute verloren sind, so dass man nicht jede Angabe nachprüfen kann. Aber das bedeutet nicht, dass die Erläuterungen unhistorisch sind.
Man nahm z. B. an, dass die Göttinnen Hertha und Eostre, die nach Beda den Monaten „hredmonath“ und „eosturmonath“ den Namen gegeben hätten, nur Bedas eigene Erklärungen seien. Stattdessen meinte man, dass „hredmonath“ vom stürmischen Wetter abzuleiten sei und der „Rauhe Monat“ bedeute. Ebenso hat man das Wort „eostur“ eine alte inzwischen verlorene Bezeichnung des Frühjahrs gewesen sei, die erst sekundär mit dem christlichen Ostern assoziiert worden sei. Aber es fällt auf, dass weder „hredmonath“ noch „eosturmonath“ in der Biblia Cattoniensis von 1031 erwähnt sind. Eine mögliche Erklärung wäre, dass die beiden Monatsnamen wegen ihrer im 11. Jahrhundert unerwünschten Assoziationen an heidnische Göttinnen ausgemerzt worden sind.
Auch seine Angabe, der „solmonath“ habe auch „brödkakornars monath“ geheißen, obgleich es doch keine Verbindung zwischen Sonne und Brotbacken gebe, wurde bezweifelt. Doch war in ganz Europa die Sitte verbreitet, Brot und Butter anlässlich Rückkehr der Sonne zu opfern, wie aus Quellen des 11. Jahrhunderts zu entnehmen ist. Wahrscheinlich spielte Beda auf diesen Brauch an.
Das wichtigste ist jedoch die Ähnlichkeit von Bedas anglischer Kalenderbeschreibung und den entsprechenden Kalendern in Skandinavien. Beide hatten eine Halbjahreseinteilung und eine Quartalseinteilung, die sich nach dem Sonnenstand richtete. Auch bei den Angeln wurde der Schaltmonat vor dem Mittsommer eingeschoben. Der Doppelmonat „giuli–giuli“ entspricht dem Monatspaar ýlir–jólmánaðr im isländischen Kalender. Sowohl der altenglische „blodmonath“ wie auch der isländische „gormónanuðr“ knüpfen an die herbstliche Tierschlachtung an. Der altenglische „thrimilchi“, an dem nach Beda die Kühe dreimal am Tag gemolken wurden, hat Parallelen in einigen skandinavischen Dialekten, wo tremjölksgräs und tremjölksblomster für die Sumpfdotterblume verwendet wurde. Ein wichtiger Unterschied zwischen dem angelsächsischen thrimilci und dem skandinavischen tri-mjölkingen ist allerdings, dass der letztere wegen der unterschiedlichen klimatologischen Bedingungen ungefähr einen Monat später liegt. Beide Julmonate liegen in derselben Zeit, was auf das gleiche astronomische Phänomen zurückzuführen ist.

### Die Julmonate, die Wintersonnenwende und die Schaltregel des gebundenen Mondjahres
Nach Beda begann der anglische Kalender mit „Winterfilleth“, dem Wintervollmond, der im julianischen Kalender dem Oktober entsprach. Nach ihm begann das Winterhalbjahr mit dem Herbstäquinoktium und „winterfilleth“ begann mit dem ersten Sichtbarwerden der Mondsichel nach dem Herbstäquinoktium. Das war durchschnittlich einen Monat nach dem Herbstäquinoktium, was sehr nah an den skandinavischen Winternächten liegt. Möglicherweise liegt hier eine sehr altertümliche kalendarische Struktur vor, als die Winternächte noch nicht auf ein festes Datum in der Wochenrechnung festgelegt waren.
Das Verhältnis zwischen „winterfilleth“ und dem Herbstäquinoktium ist ähnlich dem Verhältnis zwischen den beiden Monaten „giuli“ und der astronomischen Wintersonnenwende. Beda legt die Wintersonnenwende auf den 25. Dezember und nennt diesen Tag „modranect“. Die Aussage, dass das anglische Jahr am 25. Dezember beginne, ist darauf zurückzuführen, dass dies das offizielle Datum der Wintersonnenwende im julianischen Kalender war, obwohl ihm bewusst war, dass zu seiner Zeit die astronomische Wintersonnenwende bereits am 18. Dezember stattfand.
Die Bezeichnung „modranect“ bedeutet „Die Nacht der Mütter“. Diese Mütter waren offenbar Fruchtbarkeitsgöttinnen, die in der norrönen Literatur „Disen“ und der römischen Literatur über die germanischen Völker „matrones“ genannt wurden.
Beda berichtet, dass die „modranect“ eine Zeit religiöser Zeremonien gewesen sei und erörtert, ob diese Zeremonien in das vorchristliche Julfest Eingang gefunden haben. Zumindest stützt der Zeitpunkt der „modranect“ mitten in der Zweimonatsperiode „giuli“ diese Annahme. Es könnte sich um die Nacht vor der Wintersonnenwende gehandelt haben. In diesem Fall wäre die „modranect“ an einen festen Punkt im Sonnenjahr gebunden gewesen. Aber nach Beda waren die beiden Monate „giuli“ Mondmonate. Deren Mitte verschob sich im Verhältnis zum Sonnenjahr und fiel auf die erste Neumondsichel des zweiten giuli-Monats.
Nach Beda begann das anglische Jahr mit der Wintersonnenwende und die beiden Monate giuli hätten ihren Namen danach erhalten, dass der eine Monat diesem Tag voranging und der andere ihm folgte. Da es sich aber um Mondmonate handelte, kann diese Fixierung auf die Wintersonnenwende nicht richtig sein. Nach den isländischen Quellen lag der Zeitpunkt zwischen ýlir und jólmánuðr in der Mitte des 12. Jahrhunderts in dem Zeitraum zwischen dem 10. und 17. Dezember des julianischen Kalenders. Die Wintersonnenwende fand zu dieser Zeit am 14./15. Dezember statt. Möglicherweise ist dies ein Überbleibsel einer älteren kalendarischen Struktur, die auch die große isländische Kalenderreform überdauert hat.
Hier wurden Beda Fehler vorgeworfen, da es die von ihm zu Grunde gelegte feste Verbindung zwischen Mondjahr und Sonnenjahr nicht gegeben habe. Am wahrscheinlichsten ist, dass das Verhältnis zwischen Wintersonnenwende und dem Punkt zwischen giuli–giuli bezw. ýlir–jólmánuðr als Ausgangspunkt einer längeren astronomischen Periode von acht oder 19 Jahren, nach welcher die Wintersonnenwende wieder ziemlich genau in der Mitte zwischen den Doppelmonaten fiel, gemeint war. Die Wintersonnenwende war also Fixpunkt im Sonnenjahr und gleichzeitig Ausgangspunkt für die Berechnung, wann ein Schaltmonat einzuschieben war. Da nicht nur die Wintersonnenwende, sondern auch die Sommersonnenwende maßgeblich waren, liegt es nahe, dass nicht nur die Wintersonnenwende, sondern auch die Sommersonnenwende von zwei Monaten gleichen Namens umschlossen wurden. Da der Schaltmonat vor die Sommersonnenwende gesetzt wurde, die von zwei „litha“ umschlossen war, hieß dieser Monat ebenfalls „litha“ und das Jahr „thrilithi“, Jahr mit drei „litha“. Zu der genauen Schaltregel gibt es keine Quellen, aber sie lässt sich erschließen:
- Ein Sonnenjahr war 11 Tage länger als ein Mondjahr. Ein bestimmter Mondmonat hatte die erste Mondsichel an einem Datum X, das sich nach dem Monatsbeginn hin um 11 Tage verschob. In zyklischen Intervallen kam die erste Mondsichel wieder auf das Datum X.
- Damit diese Verschiebung aber nicht dazu führte, dass Mondmonate des Winterhalbjahres in das Sommerhalbjahr gerieten, musste nach einer bestimmten Regel alle drei Jahre ein Schaltmonat eingeschoben werden.
- Nach den skandinavischen und altenglischen Quellen war die Wintersonnenwende der Verbindungspunkt zwischen Sonnenjahr und gebundenem Mondjahr.[1]

Daraus ergibt sich folgende Schaltregel:
1. Die erste Mondsichel des ersten Julmonats durfte in keinem Jahr nach der Wintersonnenwende sichtbar werden und die Mondsichel des zweiten Julmonats nicht vor der Wintersonnenwende.
2. Für den Beginn eines kalendarischen Zyklus lässt man den zweiten Julmond unmittelbar nach der Wintersonnenwende beginnen.
3. In jedem Jahr, in dem die erste Mondsichel weniger als 11 Tage nach der Wintersonnenwende zu sehen ist, muss ein Schaltmonat eingefügt werden, damit der Beginn des zweiten Julmonats im Folgejahr nicht vor die Wintersonnenwende rutscht.
4. Der Zeitpunkt des Einschubs richtet sich nach der Sommersonnenwende.

Für die erste Regel gibt es keinen Beleg, sie ist eine Vermutung. Die Sache verkompliziert sich noch dadurch, dass die Tage des julianischen Sonnenkalenders von Mitternacht zu Mitternacht, die Tage des älteren Mondjahres aber von Sonnenuntergang zu Sonnenuntergang gerechnet wurden. Es lässt sich nicht sicher sagen, welchem Tag die erste Mondsichel in der ersten Nachthälfte zugerechnet wurde.

### Die Mondmonatsrechnung und das gebundene Mondjahr im vorchristlichen Skandinavien
In Skandinavien findet sich keine Quelle, die so ausführlich ist wie Beda. Aber es gibt verstreute Hinweise in der Edda-Literatur, so die Bezeichnung „ártali“ (Jahreszähler) für Mond in Alvísmál 14 und in Vafþrúðnismál 23. Dort wird „Mundilfœri“ als Vater von Mond und Sonne bezeichnet. Darin steckt das Wort „mund“ = Zeit, Zeitpunkt. „Mundilfœri“ ist einer, der sich zu bestimmten Zeiten bewegt. Er wurde daher oft mit dem Mond selbst identifiziert. Möglich ist aber auch, dass „mundill“ die Personifikation der Zeit als solche ist und „Mundilfœri“ der ist, der die Zeit vorwärts bewegt, transportiert. Das entspräche der alten Vorstellung, dass Sonne und Mond auf einem Schiff, in einem Wagen oder zu Pferde über den Himmel ziehen. Das stützt die Ansicht, dass Vafþrúðnismál von einem gebundenen Mondjahr ausgeht und die Zeitrechnung eine kosmologische Dimension besaß. In der Völuspá wird in den Strofen fünf und sechs die Erschaffung der Welt beschrieben, bei der auch Sonne und Mond ihre Bahnen zugewiesen werden, damit die Menschen die Zeit bestimmen können. In Vafþrúðnismál 25 heißt es: „Vollmond und Neumond, den Völkern zum Zeitmaß, schufen gütige Götter einst.“ Der Ausdruck „ný oc nid“ (zunehmend und abnehmend) war synonyme eine Bezeichnung für den „Mond“. Auch im älteren Gulathingslov kommt der Ausdruck „um ny hit nesta oc niðar“ synonym mit „manaðe“ im Zusammenhang mit dem Sklavenkauf vor. Auch die altschwedischen Gesetze verwenden ihn, allerdings alle ohne nähere Erläuterung, wohl deshalb, weil er zur Zeit der Abfassung noch in Gebrauch war und daher keiner Erläuterung bedurfte.

### Das spätere gebundene Mondjahr in Skandinavien
In Dalarna waren die Ausdrücke „jultungel“ und „distingstungel“ noch Anfang des 20. Jahrhunderts in Gebrauch. „Jultungel“ leitete das Kalenderjahr ein und setzte voraus, dass der Mond über den Dreikönigstag hinweg leuchtet. Ihm folgte der „distungel“. Diese Verknüpfung mit dem Dreikönigstag ist oft zu finden. Für Dänemark ist das gebundene Mondjahr bereits 1626 belegt. Man rechnete mit 12 Mondmonaten und zu gewissen Zeiten schob man einen Schaltmonat ein, den man „sildemaen“ (den letzten Monat) nannte. Dieses Mondjahr war schon an den julianischen Kalender gekoppelt, und das Mondjahr begann mit dem ersten Neumond nach dem julianischen Neujahr.
Auf den Färöern ist das Mondjahr seit dem 17. Jahrhundert belegt, aber erst Texte aus der zweiten Hälfte des 19. Jahrhunderts über einen richtigen Mondmonatskalender bestätigen das. Dieser Kalender wurde auch auf den Hebriden und den Orkneys verwendet, und manchmal auch in Island. Nur auf den Färöern bestanden die Einschubperioden aus halben Mondmonaten, indem man die Monate mal von Neumond zu Neumond, mal von Vollmond zu Vollmond rechnete. Das verminderte die jährliche Verschiebung gegenüber dem Sonnenjahr um die Hälfte. Der Mondmonat „vetrasól“ (Nachtsonne) leuchtete immer über die Wintersonnenwende hinaus, und ihm folgte dann „Jólasól“. Der Mondmonat „sommersól“ reichte immer über die Sommersonnenwende hinaus. Das finnische gebundene Mondjahr hatte 12 Mondmonate, in bestimmten Jahren 13. Der letzte Monat hieß „hjärtmånad“, in Teilen von Karelien auch „Joulukuu“ (Julmond), und dieser Mond schien immer über den Dreikönigstag hinaus. Wenn das nicht der Fall war, dann wurde ein weiterer „hjärtmånad“ eingeschoben. Im Unterschied zu den übrigen Mondjahren ersetzt in Finnland der Dreikönigstag die Wintersonnenwende als Anknüpfungspunkt.
Auch die Samen hatten ein gebundenes Mondjahr. Im 18. Jahrhundert schilderte ein sonst unbekannter Geistlicher in seinem Werk Astrophysia Lapponica den samischen Kalender. Die Monate wurden von der ersten Mondsichel zur nächsten gerechnet. Den Monat teilten sie in vier Viertel, nämlich von der ersten Mondsichel das erste Viertel, von da zum Vollmond, von da zum dritten Viertel und von da zur nächsten Mondsichel oder dem Neumond. Das Jahr begann mit der Wintersonnenwende und wurde in vier Jahreszeiten eingeteilt, von der Wintersonnenwende bis zum Frühjahrs-Äquinoktium, von da zur Sommersonnenwende und dann zum Herbst-Äquinoktium.

## Einführung der christlichen Zeitrechnung
Die Einführung der christlichen Zeitrechnung zog sich über mehrere Jahrhunderte hin. Der Prozess endete erst zwischen dem 19. und 20. Jahrhundert. Noch in dieser Zeit gibt es Aufzeichnungen alter Leute, die die Monate und Jahre nach dem Mondlauf am Himmel bestimmten.
Die Kirche setzte unmittelbar nach der Einführung des Christentums für ihren Aufgabenbereich den kirchlichen Kalender durch. Für den profanen Bereich des Volkes wurde der alte Mondkalender geduldet, solange die kirchlichen Feste zum richtigen Datum beachtet wurden. Die lokale Geistlichkeit war dafür verantwortlich, der Gemeinde die Festtage anzusagen. So heißt es im Kirchenrecht des Upplandslag von 1296:

„Nun hat der Bauer zur Kirche zu kommen. Der Priester hat die Festtage und die Fastentage zu verkünden. Versäumt es der Priester und hält der Bauer den Tag nicht ein, da ist der Priester schuldig und nicht der Bauer. Verkündet sie der Priester und versäumt der Bauer den Tag und hält ihn nicht ein, da ist der Bauer schuldig für drei Mark“

Die Einführung des julianischen Kalenders für die kirchlichen Feste wird für die Mitte des 12. Jahrhunderts angenommen, als der päpstliche Legat Nikolaus Breakspear (später Papst Hadrian IV.) Norwegen und Schweden zur Ordnung der kirchlichen Verhältnisse besuchte. Für Island wird die Einführung des julianischen Kalenders auf die Zeit um 1150 angesetzt. Das Mondjahr wurde weiterhin für größere offizielle Veranstaltungen, wie Versammlungen und Märkte herangezogen.
Das Osterfest orientierte sich am julianischen Kalender. Die Osterregel lautete, dass Ostern am Sonntag nach dem ersten Vollmond nach dem Frühjahrsäquinoktium zu feiern sei. Dieser Vollmond war nicht der astronomische Vollmond, sondern ein berechnetes Vollmonddatum. Das kirchliche Frühjahrsäquinoktium wurde auf den 21. März im julianischen Kalender festgesetzt. Dieses Äquinoktium stimmte längst nicht mehr mit dem astronomischen Äquinoktium überein. Ostern konnte in dem Zeitraum vom 22. März bis zum 25. April des julianischen Kalenders liegen.

## Das Sonnenjahr

### Jahreseinteilung und Wochenrechnung
In der vorchristlichen Zeit wurde das Jahr in ein Winter- und ein Sommerhalbjahr eingeteilt. Diese Halbjahre wurden in Quartale unterteilt. Diese Jahreseinteilung wurde bei der Umstellung auf den julianischen Kalender beibehalten. Die Quartalseinteilung scheint in eine Art Wochenrechnung integriert gewesen zu sein, die zum Mondkalender parallel lief. Das Verhältnis zwischen der Wochenrechnung und dem Mondjahr ist nicht ganz klar, und es kann sein, dass die beiden Einteilungen nie ganz zusammenpassten. Es gibt Anhaltspunkte dafür, dass die Wochenrechnung in höherem Maße als die Mondjahreinteilung für das Arbeitsjahr von Bedeutung war.

#### Die vorkirchliche Wochenrechnung
Das isländische Jahr bestand zur Zeit der Gründung des Althings in Island 930 aus 52 Wochen zu sieben Tagen. Diese Einteilung kam mit den Einwanderern aus Norwegen. Aber im Unterschied zu Norwegen gewann die Wocheneinteilung eine zentrale Bedeutung für das politische und soziale Leben. Darum wurde nach Einführung des Christentums im Jahre 999 oder 1000 mehrfach versucht, diese dem julianischen Kalender anzupassen.
Das Sonnenjahr ist um einen, im Schaltjahr um zwei Tage länger als das Wochenjahr zu 52 Wochen. In der alten Wochenrechnung versuchte man das Wochenjahr mit dem Sonnenjahr zu harmonisieren. Im 12. Jahrhundert ließ man das Sonnenjahr aus 364 Tagen bestehen und kompensierte das nach bestimmten Zeiten durch Einfügen einer weiteren Woche. Eine andere, wahrscheinlich ältere Methode scheint gewesen zu sein, zwei Tage zu einem zusammenzufassen. Auf diese Weise erhielt auch das Sonnenjahr 52 Wochen à sieben Tage, also 364 Tage. So wurde das Problem in Finnland, Estland und in den samischen Landen und wohl auch in Schweden gelöst. Die meisten Forscher sind der Ansicht, dass die Wochenrechnung älter ist als der christliche Kalender und erst später an diesen angepasst wurde. Wahrscheinlich wurde sie auf dem Kontinent entwickelt und breitete sich nach Skandinavien aus. Wann das geschehen ist, lässt sich nicht bestimmen. Früher meinte man, dass dies in der Wikingerzeit geschehen sei. Aber möglich ist auch eine Übernahme mehrere Jahrhunderte früher. Die germanischen Wochentagsnamen sind von den römischen Wochentagen im Wege der „interpretatio germana“ übernommen worden. So wurde aus „dies lunae“ mánadagr, aus „Martis dies“ durch Ersetzung des Mars durch den germanischen Gott Tiwaz týsdagr, aus „Mercurii dies“ Onsdag nach Odin usw. Vieles spricht dafür, dass sich die Tagesnamen im 3. Jahrhundert durch den Kontakt mit dem Römischen Reich unter den Germanen verbreitet haben. Aber es ist nicht plausibel, dass die Germanen die Tagesnamen ohne irgendein kalendarisches System übernommen haben sollten. Es muss also Vorgänger zur Wochenrechnung bereits gegeben haben. Nordberg vermutet, dass die Wochenrechnung ihren Ursprung in der Jüngeren Römischen Eisenzeit (Die „Römische Eisenzeit“ in Skandinavien entspricht der Römischen Kaiserzeit 0–375) gehabt hat. In dieser und der Völkerwanderungszeit sei möglicherweise die Wochenrechnung auch nach Skandinavien gekommen.
Mitte des 12. Jahrhunderts war die Wochenrechnung dem kirchlichen Kalender des Sonnenjahres und den Sonntagsbuchstaben angepasst. Noch im späteren Mittelalter wurde in Island die Wochenrechnung für profane Geschäfte angewendet, während der julianische Kalender parallel dazu für kirchliche Angelegenheiten verwendet wurde. In Norwegen und dem übrigen Skandinavien, wo es die Wocheneinteilung gab, scheint sie zu Gunsten des kirchlichen julianischen Kalenders in den Hintergrund getreten und nur noch für bestimmte Tätigkeiten, wie Aussaat und Ernte, die an bestimmte Wochen gebunden waren, von Bedeutung gewesen zu sein. Außer in den isländischen Quellen ist die Wocheneinteilung am besten in den Landschaften Südschwedens und Dalarna überliefert, aber Reste finden sich auch in anderen Bereichen Schwedens, in Norwegen und Seeland. Sehr frühe Belege aus dem 16. Jahrhundert finden sich in Schlesien. Bei den Samen wurde die Wochenrechnung bis ins 19. Jahrhundert angewendet. Außerdem ist sie in den alten schwedischen Städte in Estland und Karelien bezeugt.

#### Quartal in der Wochenrechnung
Die Quartalseinteilung in der Wochenrechnung richtete sich wie diese nach dem Sonnenjahr. Die Quellen über die Wochenrechnung verschiedener Gegenden Skandinaviens deuten auf zwei unterschiedliche Quartalseinteilungen hin, die parallel bestanden.
Sicher ist, dass das Wochenjahr in vier Quartale à 13 Wochen eingeteilt war, deren Namen variieren. In Island wurden sie „mál“ genannt, in Dalarna „mässor“ oder „täljor“ und in Götaland „räppar“ oder „trettingar“. In den schwedischen Quellen gibt es viele unterschiedliche Angaben darüber, wie die Quartale in das Wochenjahr eingebettet waren. Die Belege sind spät, und in Götaland scheinen kontinentale Traditionen eingewirkt zu haben. Dort fallen die Quartale oft mit dem offiziellen, rechnerischen, aber fehlerhaft gewordenen Sonnenstand und den Tagundnachtgleichen nach dem julianischen Kalender zusammen. Diese Jahreseinteilung findet sich auch in Estland und Finnland. Das Wochenjahr scheint in diesem Fall am 25. Dezember, der offiziellen Wintersonnenwende nach dem julianischen Kalender, begonnen zu haben. Demnach erstreckte sich das erste Quartal bis zum 25. März, dem Fest Mariä Verkündigung. Das zweite Quartal reichte bis zum 24. Juni, dem Johannistag. Das dritte Quartal scheint oft bis zum 29. September dem Sankt Michaelistag gereicht zu haben, obgleich es nach dem julianischen Kalender nur bis zum 24. September hätte reichen dürfen.
Schon im 8. Jahrhundert hatte man in Frankreich das Jahr mit Weihnachten beginnen lassen. Das breitete sich auch über Skandinavien aus. Erst Mitte des 13. Jahrhunderts kam es in Deutschland auf, das Jahr mit dem 1. Januar zu beginnen. Dass der Beginn des Quartals der Wochenrechnung mit dem Datum der Wintersonnenwende nach dem julianischen Kalender zusammenfällt, belegt, dass diese Rechnung erst mit der Einführung des julianischen Kalenders durch das Christentum entstanden ist, aber nicht, dass die Wochenrechnung als solche aus dieser Zeit stammt. Wahrscheinlich haben die christlichen Festtage, die nach dem julianischen Kalender bestimmt waren, die astronomische Quartalseinteilung überlagert. Bei den Samen wurde offenbar die astronomische Quartalseinteilung beibehalten. Sie wird noch im 18. Jahrhundert in dem Buch Astrophysika Lapponica eines unbekannten Pfarrers in der Lappmark beschrieben. Auch Snorri richtete sich nach dem astronomischen Jahr (Skáldskaparmál Kap. 63). Zu seinen Lebzeiten war in Island allerdings der julianische Kalender in Gebrauch.

#### Die verschobene skandinavische Quartalseinteilung
Außer der Quartalseinteilung, die der Quartalseinteilung des julianischen Kalenders folgte und mit dem astronomischen Sonnenstand und den Äquinoktien der vorkirchlichen Zeitrechnung zusammengefallen sein kann, finden sich auch Reminiszenzen eines weiteren Quartalssystems in den nordischen Ländern. Sie scheint für die Gesetzgebungs- und Festtagsorganisation von Bedeutung gewesen zu sein.

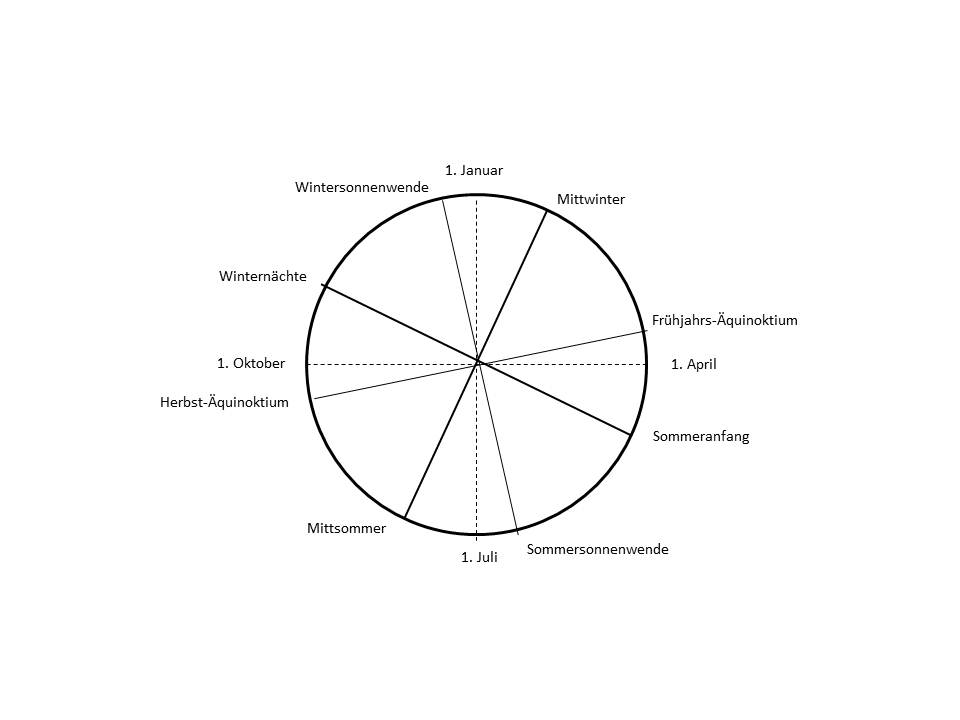
Die Quartalseinteilung im vorchristlichen Island (nach Nordberg S. 36)

In der mittelalterlichen isländischen Wochenrechnung wurden weder der astronomische Sonnenstand noch die verschobene Entsprechung des julianischen Kalenders für die Grenzen der Quartale verwendet. Vielmehr lagen die Quartalsgrenzen einige Zeit nach diesen Tagen, wenn sie auch ebenfalls auf dem julianischen Kalender beruhten. Im 12. Jahrhundert begann das isländische Wochenjahr mit den so genannten Winternächten (vetrnǽtr), die am dritten Samstag nach dem kirchlichen Fest von Cosmas und Damian am 26. September begannen. Die Winternächte konnten sich daher in einem Zeitraum vom 11.–17. (manchmal bis zum 18.) Oktober des julianischen Kalenders bewegen. Das zweite Quartal begann mit dem Mittwinter oder der Mittwinternacht (miðvetr, miðvetrarsnótt), die auf dem Freitag in der Periode zwischen dem 9. und 16. Januar lag. Das Dritte Quartal und damit der Beginn des Sommerhalbjahres lag auf dem „Sommeranfang“ (sumarmál), dem dritten Donnerstag nach Mariä Verkündigung, also in der Periode zwischen 9. und 15. April des julianischen Kalenders. Das vierte Quartal begann mit dem Mittsommertag (miðsumar), der normalerweise zwischen dem 13. und 20. Juli lag. Im Schaltjahr verlängerte sich jedoch das erste Sommerquartal dadurch um eine Woche, dass die Schaltwoche unmittelbar vor Mittsommer eingeschoben wurde, wodurch der Mittsommer in diesem Jahr um eine Woche verschoben wurde.
Die Mittwinternacht und der Sommeranfang waren auf ungefähr drei Wochen nach den kirchlichen Hochfesten verschoben, also drei Wochen nach den kirchlichen Weihnachtsfest am 25. Dezember und drei Wochen nach dem Fest Johannes’ des Täufers am 24. Juni. In der vorkirchlichen Zeit bezeichneten Mittwinter und Sommeranfang Tage, die eine Zeitspanne nach dem astronomischen Winter- und Sommer-Sonnenstand lagen.
Im Unterschied zu Island wurde die Wochenrechnung in Norwegen zu Gunsten des kirchlichen julianischen Kalenders aufgegeben. Deshalb ist die Wochenrechnung dort nur selten überliefert. Dagegen ist die vorkirchliche Halbjahreseinteilung auch in Norwegen gut belegt. Allerdings wurden in Norwegen im Unterschied zu Island die Anfangstage nicht nach den kirchlichen Sonntagsbuchstaben, sondern durch feste Daten des julianischen Kalenders bestimmt. Eine der ältesten Belege ist Rím II. Dart wird angegeben:

„Calixtus messa kemur vetur at norrenu tali, enn Tiburcius messo sumar“

„Mit der Calixtus-Messe [14. Oktober] beginnt nach norwegischer Rechnung der Winter und mit der Tiburtius-Messe [14. April] der Sommer“

Die Anknüpfung der Halbjahres-Anfänge an Calixtus und Tiburtius findet sich auch auf frühen kontinentalen Kirchen-Kalendern. Doch viele haben darauf hingewiesen, dass diese beiden Heiligen eine so geringe Rolle im skandinavischen Kirchenjahr gespielt haben, dass der kirchliche Einfluss kaum dazu geführt haben kann, die Winternacht und den Sommerbeginn gerade auf dieses Datum zu beziehen.
Wahrscheinlicher ist es, dass die Anknüpfung an den 14. Oktober und den 14. April im Vordergrund gestanden hat. Auf den meisten norwegischen Kalenderstäben sind nur die Daten, nicht die beiden Heiligen angegeben. Das norwegische Sommer- und Winterhalbjahr wurde wie in Island in vier gleiche Quartale eingeteilt. Diese sind allerdings schlechter belegt als die Anfangstage der Halbjahre. Die Mittwinternacht ist auch für den 12. und den 14. Januar belegt. Der Mittsommer ist schlecht belegt und wird sowohl für den 13. als auch den 14. Juli angegeben. Auf den samischen Kalenderstäben (die ältesten überlieferten stammen aus dem 17. Jahrhundert), die von Norwegen beeinflusst waren, lag die Winternacht gewöhnlich auf dem 14. Oktober, aber auch der 15. Oktober wird genannt. Der Sommeranfang war am 14. April. Der Mittwinter wurde mit dem 13. oder 14. Januar angegeben und der Mittsommer mit dem 14. oder 15. Juli. Auf dem samischen Kalenderstab von Piteå von 1672 liegt der Mittsommer allerdings auf dem 13. Juli.
Im schwedischen Gebiet liegen die Verhältnisse nicht genauso klar, wie in Norwegen und Island. Es wird deshalb angenommen, dass die Halbjahreseinteilung zu Beginn ihren Ursprung in Westskandinavien hatte und sich erst im Mittelalter nach Ostskandinavien ausgebreitet hat. Andere weisen darauf hin, dass die Jahreseinteilung auch für Teile von Finnland und des Baltikums belegt sind und die Vorkommen sehr altertümlich seien. Das spricht dafür, dass sie auch in Ostskandinavien entwickelt worden ist, aber im schwedischen Gebiet in Vergessenheit geraten ist.
Manche volkstümliche Quellen knüpfen auch an den Jahresrhythmus des Großen Bären an. In einer altwestnordischen Kenning wird der Winter als die „Nächte des Bären“ (biarna nǫtt) bezeichnet, und in vielen späteren Texten Mittelskandinaviens heißt es, der Bär gehe am 14. Oktober in den Winterschlaf, drehe sich im Winterquartier am 13. Januar und komme am 14. April aus dem Winterlager hervor. Ähnliche Angaben gibt es auch im schwedischen Finnland und in Estland. Wahrscheinlich sind hier die alten Quartalseinteilungen konserviert.
Die Termine für den Quartalsbeginn in den schwedischen Gesetzen sind dort für die Bestimmung der Jagdsaison verwendet, insbesondere für die Eichhörnchenjagd. Das Alter dieser Bestimmungen lässt sich nicht sicher bestimmen, denn sie sind zwar im 13. Jahrhundert verfasst worden, aber es heißt dort ausdrücklich, dass gewisse Bestimmungen auf den Lagmann „Viger dem Weisen, Heide in der heidnischen Zeit“ zurückgehen. Da das Alter der einzelnen Bestimmungen der schwedischen Landschaftsgesetze unklar ist, so muss man sich vor weitgehenden Schlüssen hüten. Gleichwohl darf man davon ausgehen, dass heidnische Termine sich auf christliche Heiligentage gelegt haben.
Die Jahreseinteilung findet sich auch in Estland und Finnland und ist dort besser und deutlicher belegt, als in den verstreuten schwedischen Exemplaren. In Estland wurde das Wochenjahr in vier Quartale Künnipäev (Pflugtag; 14. April), karuse-päev (Tag des Bären, 13. Juli), kolletamise-päev (Tag des Gelbwerdens; 14. Oktober) und krjuse-päev (Tag, an dem sich der Bär im Winterlager wendet, 13. Januar). Auch in Finnland findet sich die gleiche Jahreseinteilung: suvipäive (Sommertag; um den 14. April), keskikesä (Mittsommer; 13. oder 14. Juli), talvipäive (Wintertag; um den 14. Oktober) und talvenapa (Mittwinter, eigentlich Winternabel; 13. oder 14. Januar). Eine Gruppe finnischer Kalenderstäbe weist für den Beginn und das Ende des Winterhalbjahrs jeweils drei zusammenhängende Tage vom 13.–15. Oktober und 13.–15. April auf. Diese Einteilung findet sich auch auf schwedischen Kalenderstäben aus Norrland, so dass die These aufgestellt wurde, dass die Dreitages-Markierungen ursprünglich sind und später zu einem Tag normalisiert wurden. Dies kommt auch in dem Plural „Winternächte“ (vetrnǽtr) zum Ausdruck. Aber diese Dreitagesperiode kommt auch für alle vier Quartale vor. Snorri berichtet in der Saga von Håkon dem Guten, dass die vorchristlichen Mittwinterfeste drei Tage gedauert hätten. Das Dalalag spricht von Winternächten und Sommernächten. Das Västmannalag hingegen benutzt den Singular. Die unterschiedlichen Tagesangaben beruhen möglicherweise darauf, dass in vorchristlicher Zeit anders, als im julianischen Kalender der Tag nicht um Mitternacht begann, sondern von Sonnenuntergang bis zum nächsten Sonnenuntergang gerechnet wurde. Das findet sich schon in der Germania 11 des Tacitus und auch in der Völuspá 6, was auch durch die Ausdrücke „Winternächte“ und „Sommernächte“ nahegelegt wird.

#### Gründe für die Verschiebung der Quartale
Die Verschiebung der Quartale gegenüber dem astronomischen Sonnenstand ist auf die naturökonomischen und klimatologischen Verhältnisse in Skandinavien zurückzuführen. Lithberg meinte, dass die Datumsangaben auf die Übernahme aus einem Mondkalender zurückzuführen seien. Nordberg hält dies für unwahrscheinlich, da das 11 Tage kürzere Mondjahr alle drei Jahre einen Schaltmonat erforderlich machte, was zu großen Verschiebungen von festen Terminen führen musste. Er geht davon aus, dass hier die Wochenrechnung des Sonnenkalenders maßgeblich war. Da die Wochenrechnung wie der gregorianische Kalender auf dem Sonnenstand beruhte, kann man die Datumsangaben beider Kalender nebeneinanderstellen:
|              | Julianischer Kalender | Gregorianischer Kalender |
| Winternächte | 13.–15. Oktober       | 20.–22. Oktober          |
| Mittwinter   | 12.–14. Januar        | 19.–21. Januar           |
| Sommeranfang | 13.–15. April         | 20.–22. April            |
| Mittsommer   | 13.–15. Juli          | 20.–22. Juli             |

Nun werden die astronomischen Daten den Anfangstagen der Quartale gegenübergestellt:
- Herbstäquinoktium 21. September → 28 Tage → 20. Oktober, Beginn der Winternächte
- Wintersonnenwende 21. Dezember → 28 Tage → 19. Januar, Beginn des Mittwinters
- Frühjahrsäquinoktium 20. März → 30 Tage → 20. April, Sommerbeginn
- Sommersonnenwende 21. Juni → 28 Tage → 20. Juli, Beginn des Mittsommers.[1]

### Das lunisolare Jahr in Island
Im 12. und 13. Jahrhundert unternahm man es in Island, die unterschiedlichen gebräuchlichen Kalender zu harmonisieren. Dazu sind kalendarische Texte in der Íslendingabók, der Grágás und in Rímtöl überliefert. Daraus geht hervor, dass die Monatsrechnung und die Wochenrechnung parallel genutzt wurden. Beide wurden in der Mitte des 12. Jahrhunderts reformiert und mit dem kirchlichen Kalender verbunden: Für den isländischen Monat wurde festgelegt, dass er an einem bestimmten Wochentag einer bestimmten Woche beginnen sollte, wie in der kirchlichen Komputistik der Sonntagsbuchstabe und der 28-Jahres-Zyklus, also nach dem gleichen System, wie die isländische Wochenrechnung im Mittelalter. Das führte dazu, dass viele Grundzüge, wie die Monatsrechnung in der vorchristlichen Zeit in Island organisiert war, erhalten blieben.
Das isländische Monatsjahr wurde in ein Winter- und ein Sommerhalbjahr („misseri“) geteilt, die jeweils sechs Monate lang waren und der Jahreseinteilung nach der Wochenrechnung folgten. Jeder Monat war normalerweise 30 Tage lang. Nach 12 Monaten = 360 Tagen erweiterte man den dritten Sommermonat um vier Tage unmittelbar vor Mittsommer. Diese Vier-Tages-Periode hieß „auk-nǽtr“. So kam das normale Jahr auf 364 Tage. Hinzu kam das System der Schaltjahre, indem man alle sieben Jahre dem Jahr eine Woche hinzufügte. Diese besondere Woche hieß „sumarauki“ und wurde im Schaltjahr unmittelbar vor Mittsommer eingefügt. Damit stimmte das Schaltjahr auch mit der Wochenrechnung überein.
Diese Monate à 30 Tage war ein gelehrtes Produkt ohne Verankerung in der isländischen Bevölkerung. Die isländische Monatsrechnung ist für das Winterhalbjahr gut belegt. Dagegen ist zweifelhaft, wie weit sie auch im Sommerhalbjahr verwendet wurde. Denn da war das Arbeitsjahr entscheidend, das sich nach ökonomischen und ökologischen Notwendigkeiten richtete. Daher waren die Namen der Sommermonate im Gegensatz zu denen der Wintermonate regional unterschiedlich und teilweise unerklärbar, was für ein hohes Alter spricht. Wegen ihrer relativen Kontinuität, die sowohl das fehlen ökologischer und ökonomischer Zwangspunkte als auch auf christliche Einflüsse mit ihren Festterminen zurückgeführt werden könnte, sind die Namen der Wintermonate in Island von größerem Interesse.
| Erste Woche      | Monatsname                     | Übersetzung                                                          |
| ---------------- | ------------------------------ | -------------------------------------------------------------------- |
| 11.–18. Oktober  | gormánuðr                      | gor=halbverdauter Mageninhalt; Schlachtmonat                         |
| 10.–17. November | ýlir, frermánuðr               | ýlir unklar möglicherweise mit él = Schneesturm verwandt; Frostmonat |
| 10.–17. Dezember | jólmánuðr, mǫrsúgr, Hrútmánuðr | Julmonat; Fettsauger; Widdermonat                                    |
| 9.–16. Januar    | þorri, miðvinter               | Trockener Monat oder „Der Winter nimmt ab“; Mittwinter               |
| 8.–15. Februar   | gói                            | Schneemonat? gjö = Spurschnee                                        |
| 10.–16. März     | einmánuðr                      | Herleitung unklar                                                    |

Ýlir könnte auch eine Ableitung von Júl sein, dessen Bedeutung aber bislang nicht sicher ermittelt werden konnte. Auch die Deutung der Worte „þorri“ und „gói“ ist unsicher und spekulativ. Aber sie sind die älteren isländischen Monatsnamen und sind zusammen mit ihren skandinavischen Parallelen am besten belegt. Das deutet auf einen Gebrauch in sehr alten vorchristlichen Kalenderrechnungen hin.

## Samischer Kalender

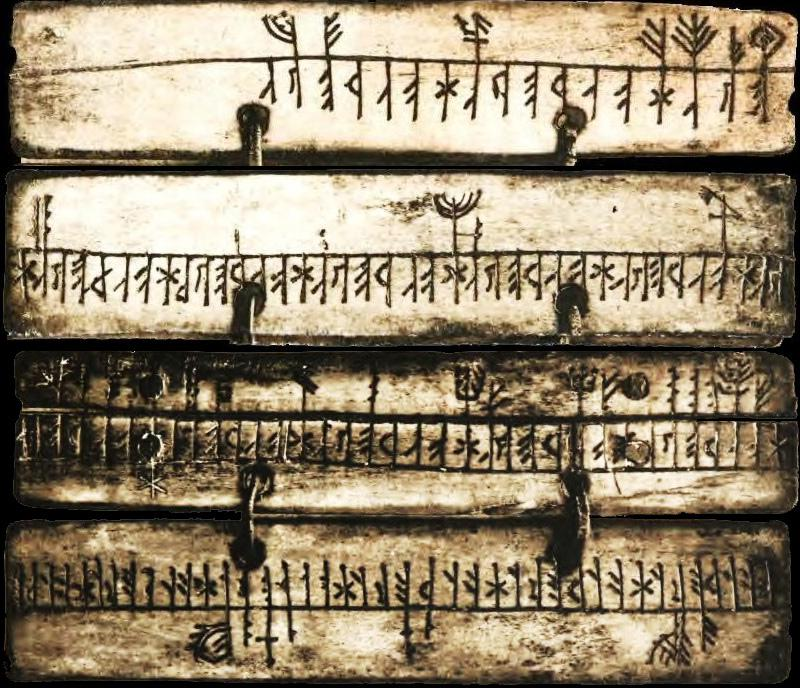
Samischer Kalender aus dem 13. Jahrhundert

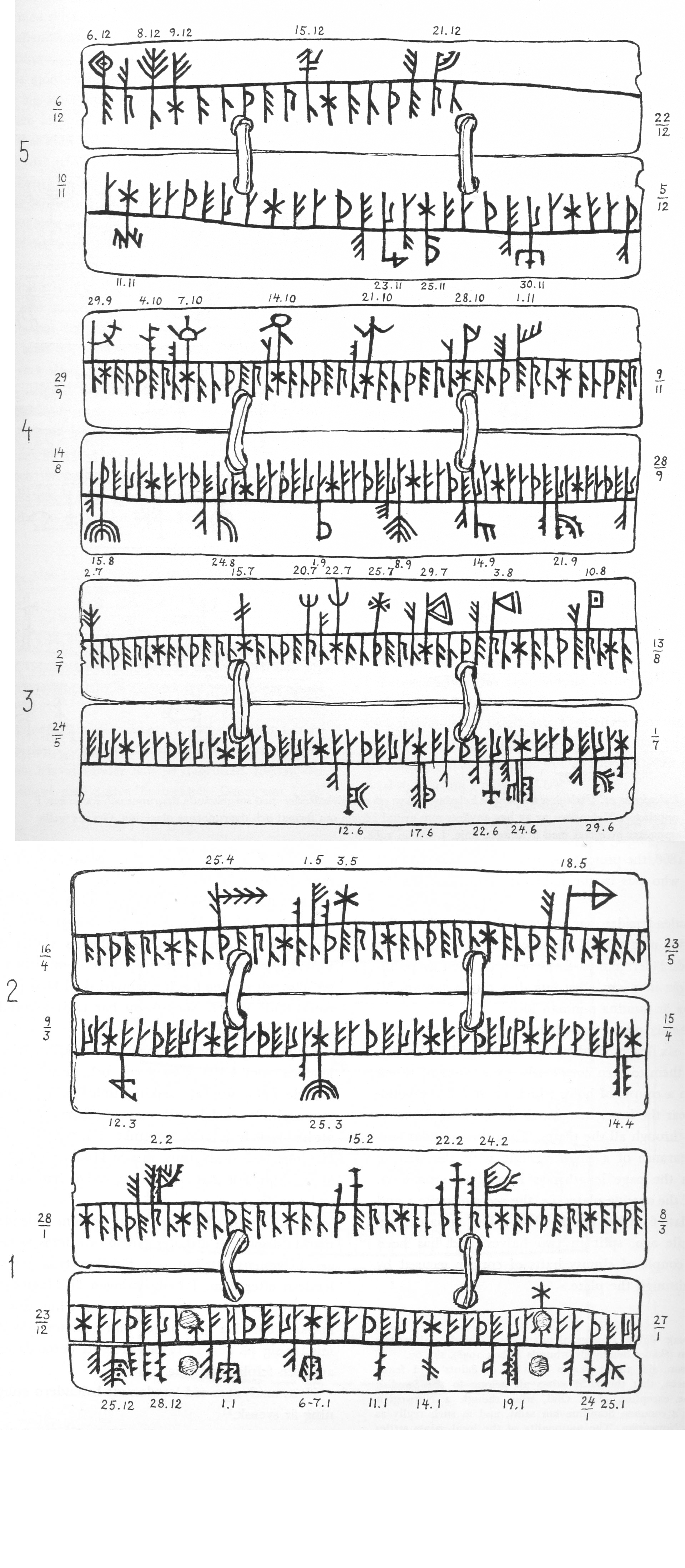
Der vollständige Runenkalender, von dem oben nur vier Seiten abgebildet sind

Die samischen Kalender unterscheiden sich grundsätzlich von den im germanischen Skandinavien gebräuchlichen Kalendern. Es sind nur Kalender aus der Zeit nach Einführung des Christentums erhalten. Es sind bislang 26 Kalender bekannt. Die samische Bezeichnung dafür ist „rim“, „rima“, „rime“ oder „rīmu“, was vom skandinavischen Wort „Primstaf“ = Runenkalender herrühren soll.
Die Kalender sind alle verschieden. Zwölf sind aus Rentierhorn oder -knochen sechs aus Birkenholzplatten und einer aus Buchenholz. Sie haben sechs, sieben oder acht Platten mit sechs, zehn, zwölf, dreizehn oder 14 beschrifteten Seiten. Vier sind vierkantige Hölzstäbe, die auf allen vier Seiten beschriftet sind. Vom Rest ist das Material nicht bekannt, weil sie inzwischen verloren sind oder sich in Privatbesitz befinden oder aus anderen Gründen nicht zugänglich sind.
Sie beginnen auch nicht mit dem gleichen Datum. Das Anfangsdatum liegt zwischen dem 27. November und dem 18. Januar. Der Anfang der meisten liegt aber um die Wintersonnenwende, keiner am 25. Dezember und der eventuell erforderliche Schalttag wird an unterschiedlichen Stellen eingeschoben. Auch die verwendeten Runenzeichen für die Festtage sind unterschiedlich und haben mit den altnordischen Runen nichts gemein. Sie sind auch noch nicht vollständig entziffert.
Die Kalender rechnen mit der Siebentageswoche, manche schieben eine Achttageswoche ein. Der samische Kalender war ein Wochenkalender. Es gab keine Monatsnamen. Vielmehr wurden Monate nach dem Heiligenfest benannt, das sich innerhalb des Monats befindet. Stattdessen hatten die Wochen Namen. Vier Kalender haben acht Tafeln mit 13 Seiten mit je vier Wochen. Da die vier Wochen für einen Monat stehen, haben diese Kalender dreizehn Monate.
Ein Beispiel hierfür ist der abgebildete Kalender. Es ist der erste samische Kalender, der wissenschaftlich beschrieben wurde. Eiríkr Magnússon veröffentlichte die Untersuchung in der Arbeit On a Runic Calendar Found in Lapland in 1866. Der Kalender befand sich im Pitt-Rivers-Museum (Farnham-Blandford, Dorset), war aber zur Zeit, als das Buch Lapska ben- och Träkalendar geschrieben wurde, unzugänglich. Die Sammlung befindet sich heute im Pitt Rivers Museum in Oxford.
Der Kalender besteht aus 5 Platten mit 10 Seiten sowie einer Deckplatte. Er wird von unten nach oben gelesen. Auf dem Foto ist zu unterst eine Seite der Platte 1, darüber die 2. Seite der Platte 1, darüber eine Seite der Platte 2 und darüber eine Seite der Platte 5. Es handelt sich um einen so genannten Strichkalender, das heißt, die Tage werden durch einen Strich gekennzeichnet, der sich unter der Mittellinie befindet. Alle sieben Tage befindet sich die Rune ᚼ, die die Wochengrenzen markiert. Es kann sich auch um die Rune ᚷ handeln, die auf den Tagesstrich geritzt wurde. Möglicherweise handelt es sich um den Samstag. Denn die folgende Rune ᚨ ist „A“, und dieser Buchstabe wurde auf dem Kontinent für den Sonntag verwendet. Oberhalb der Linien sind die Festtage mit besonderen Symbolen markiert, deren Bedeutung noch nicht vollständig entziffert ist. Der Kalender beginnt mit 23. Dezember, hat 52 Wochen mit 364 Tagesrunen. Granlund meint, dass der 6. und 7. Januar zu einem Doppeltag gemacht wurde, so dass auf diese Weise 365 Tage zustande kamen.
Magnússon versuchte dann, die 50 hervorgehobenen Tage mit Heiligenfesten in Verbindung zu bringen, zum Beispiel 11. Januar St. Hyginus, 14. Januar St. Hilarius (dessen Gedenktag allerdings der 13. Januar ist), aber es gelang ihm nicht.
Die Runenkalender kamen Ende des 17. Jahrhunderts außer Gebrauch und begannen durch Almanache ersetzt zu werden.